# Dansk Broder Orden
Dansk Broder Orden er et broderskab baseret på et frimurerisk grundlag. Ordenen blev stiftet af boghandler, frimurer og tidligere chefredaktør af Flensborg Avis (1870-73), Karl (Carl) Emil August Vennervald og blev oprettet den 29. Januar 1894 i København under navnet Dansk Arbejder Loge siden ændret til Dansk Broder Orden i 1964. Ordenen har 17 arbejdssteder med i alt ca. 1.200 medlemmer.

## Ordenens formål
Dansk Broder Orden søger gennem logearbejdet at bibringe medlemmerne, der kaldes brødre, en række gode tanker og livsværdier. Endvidere prøver Ordenen at belære brødrene om livets forgængelighed, om værdien af kærlighed, næstekærlighed, sandhed, tolerance og broderlighed, så der udvikles en ægte broderskabsfølelse blandt brødrene. 